# Go (album de Bedük)
Pour les articles homonymes, voir GO et Go.
 (mars 2024).
Si vous disposez d'ouvrages ou d'articles de référence ou si vous connaissez des sites web de qualité traitant du thème abordé ici, merci de compléter l'article en donnant les références utiles à sa vérifiabilité et en les liant à la section « Notes et références ».
Albums de Bedük
Dance Revolution
(2009)
Go est un album du musicien electropop turc Bedük sorti en 2010. Il succède à Dance Revolution, sorti en 2009. Go comporte 12 pistes dance dans le style electropop unique de Bedük.

## Liste des pistes
1. Let Me Go - 03:18
2. On The Floor - 03:08
3. Electric Girl - 03:03
4. Love Tonight - 03:45
5. This Fire (Reprise de Franz Ferdinand) - 03:49
6. Shake That Thing - 03:21
7. Sway With Me - 03:05
8. We Are One - 03:20
9. Under Bright White Lights - 03:24
10. Get Stoned - 03:29
11. Play Now - 02:57
12. Feels Like Heaven - 03:11